# Перевозников, Мирон Иванович
Мирон Иванович Перевозников (15 августа 1904 года, с. Красная Поляна, Медвеженский уезд, Ставропольская губерния — 13 апреля 1984 года, Москва) — советский военный деятель, генерал-майор (8 августа 1955 года).

## Начальная биография
Мирон Иванович Перевозников родился 15 августа 1904 года в селе Красная Поляна ныне Песчанокопского района Ростовской области.
C восьми лет работал батраком в кулацких хозяйствах.

## Военная служба

### Гражданская война
В июне 1921 года призван в ряды РККА и направлен красноармейцем в 191-й стрелковый полк (22-я стрелковая дивизия) и с августа того же года участвовал в боевых действиях против бандитизма на территории Лабинского, Майкопского и Баталпашинского отделов.

### Межвоенное время
В марте 1922 года направлен на учёбу на Краснодарские артиллерийские командные курсы, после окончания которых в сентябре 1923 года переведён на артиллерийское отделение Объединённой военной школы имени ВЦИК. В 1926 году вступил в ряды ВКП(б). После окончания школы в сентябре 1927 года направлен в 18-й артиллерийский полк (18-я стрелковая дивизия, Московский военный округ), где служил должностях командира взвода и политрука артиллерийского дивизиона, а в октябре 1929 года назначен на должность командира взвода учебной батареи в составе 109-го артиллерийского полка, дислоцированного в Моршанске (Тамбовская область).
В апреле 1932 года направлен на учёбу в Военную академию имени М. В. Фрунзе, которую в мае 1936 года окончил по 1-му разряду, после чего назначен на должность начальника штаба 2-го артиллерийского полка (2-я Белорусская стрелковая дивизия, Белорусский военный округ), дислоцированного в Минске, а в сентябре 1937 года — на должность командира дивизиона в составе 27-го артиллерийского полка (27-я Омская стрелковая дивизия).
С января 1938 года Перевозников проходил подготовку на артиллерийских курсах усовершенствования командного состава в г. Пушкин, после окончания которых в августе того же года направлен на учёбу в Академию Генштаба РККА. Во время Советско-финской войны служил в Оперативном управлении Генштаба РККА. В августе 1940 года после окончания академии назначен на должность начальника 2-го отделения 1-го (оперативного) отдела штаба Прибалтийского военного округа.

### Великая Отечественная война
Начало войны Перевозников встретил в районе г. Плунге, находясь на должности начальника штаба отряда, который включал сапёрные и строительные батальоны 46-го укреплённого района и в составе 10-го стрелкового корпуса принимал участие в боевых действиях на рижском направлении. После расформирования отряда майор Перевозников в июле 1941 года назначен на должность начальника 2-го отделения оперативного отдела 8-й армии, в августе — на должность начальника штаба 48-й стрелковой дивизии, а в сентябре — на должность командира 286-го стрелкового полка в составе этой же дивизии, который вёл оборонительные боевые действиях в районе Ораниенбаума. В ноябре майор Перевозников назначен на должность командира 301-го стрелкового полка в этой же дивизии, который участвовал в оборонительных боях в районе Старого Петергофа.
10 февраля 1942 года назначен на должность заместителя командира 48-й стрелковой дивизии, а 6 марта того же года — на должность командира 198-й стрелковой дивизии, которая принимала участие в оборонительных боевых действиях в районе Погостье — Кириши и неудачном наступлении на Липовик. 20 июня подполковник Перевозников был освобождён от занимаемой должности, после чего находился в распоряжении Военного совета 54-й армии.
15 сентября назначен на должность командира 191-й стрелковой дивизии, которая принимала участие в боевых действиях в ходе Синявинской наступательной операции. С октября подполковник Перевозников в связи с тяжёлой болезнью лечился в госпитале, который находился в городе Боровичи (Новгородская область). После выздоровления в апреле 1943 года назначен на должность заместителя начальника штаба 8-й армии по ВПУ, после чего принимал участие в боевых действиях в ходе Мгинской наступательной операции.
В октябре назначен на должность начальника штаба 14-го стрелкового корпуса, который участвовал в боевых действиях на плацдарме на реке Волхов в районе Мясного Бора. С декабря 1943 года состоял в распоряжении Военного совета Волховского фронта.
11 февраля 1944 года назначен полковник М. И. Перевозников назначен на должность командира 2-й стрелковой дивизией, которая принимала участие в Ленинградско-Новгородской наступательной операции и затем в боевых действиях на плацдарме на реке Нарва в районе Чудского озера. С августа 1944 года дивизия под командованием Перевозникова участвовала в боях во время Прибалтийской, Рижской, Восточно-Прусской, Млавско-Эльбингской и Кёнигсбергской наступательных операций.

### Послевоенная карьера
После окончания войны дивизия принимала участие в зачистке территории Августовских лесов, после чего в октябре была передислоцирована в Нежин (Киевский военный округ), где в феврале 1946 года и была расформирована, а Перевозников назначен на должность старшего преподавателя кафедры тактики высших соединений Высшей военной академии имени К. Е. Ворошилова.
Генерал-майор Мирон Иванович Перевозников 30 сентября 1960 года вышел в запас. Умер 13 апреля 1984 года в Москве. По завещанию был похоронен в родном селе. Его генеральская форма, грамоты, боевые ордена и медали хранятся в музее истории села Красная Поляна.

## Награды
- Орден Ленина (05.11.1946)
- Четыре ордена Красного Знамени (20.05.1944, 03.11.1944, 26.04.1945, 09.11.1951);
- Медали.